# Rudolf Nitschke
Rudolf Nitschke (* 5. Februar 1903 in Dresden; † 2. Juni 1961 in Hößlinswart) war ein deutscher Maler.

## Leben und Wirken
Rudolf Nitschke wurde am 5. Februar 1903 als Sohn des Beamten Richard Nitschke und dessen Frau Ida in Dresden geboren.
Er besuchte zunächst die Volksschule. Nach einer Lehre zum Feinmechaniker war er zwischen 1927 und 1929 Privatschüler in der Malschule von Ewald Schönberg, Dresden. Von 1931 bis 1937 studierte er an der Akademie der Bildenden Künste in Dresden, bei den Professoren Richard Müller, Hans Hanner und Otto Dix, deren Meisterschüler er wurde.
Als die Nazis 1933 anfingen Dix von der Akademie zu entfernen, gehörte Nitschke zu einer Gruppe von sieben Studentinnen und Studenten, die sich in einer Note vom 15. März 1933 an den nationalsozialistischen Studentenbund für Dix einsetzte, darunter Erika Streit, Hainz Hamisch und Kurt Sillack. 1937 beendete Rudolf Nitschke sein Studium als ausgebildeter Kunstmaler.
Es folgte 1938 die Übersiedlung von Dresden nach Württemberg, zunächst nach Balingen und später nach Spaichingen. Während der ersten Kriegsjahre arbeitete er als Inspizient am Freiburger Theater. Gegen Ende des Krieges wurde er zum Militär eingezogen und als Sanitätssoldat nach Russland versetzt. 1946 kehrte er aus der Kriegsgefangenschaft zurück.
Nach dem Krieg eröffnete er in Spaichingen eine Malschule. Zusammen mit seiner Ehefrau Elli-Maria und der Malschülerin Hannel Illg organisierte er eine Wanderausstellung, mit der sie durch die Region reisten. Die Idee eines gemeinschaftlichen, süddeutschen Künstlerbundes jedoch scheiterte. 1951 zog der Künstler nach Balingen in die Villa Rössle.
Rudolf Nitschke starb am 2. Juni 1961 in Hößlinswart (Schorndorf).

## Stil und Technik
Rudolf Nitschke war ein vielseitiger und versierter Künstler. Neben der Landschaftsmalerei "en plein air" widmete er sich vor allem der Porträtkunst.
Bereits während seiner Studienzeit an der Akademie erwarb sich der Künstler fundierte Kenntnisse im Zeichnen und in der Komposition. Zusätzlich studierte er in der Königlichen Gemäldegalerie in Dresden die Tafelmalerei der Alten Meister und fertigte Kopien an. Parallel experimentierte er mit einer komplizierten mehrschichtigen Lasurtechnik und speziellen "Standölen" – Farben, die gemischt für mehrere Wochen bis zur Benutzung ruhen mussten. Auch der Einfluss seines Professors Otto Dix war in diesen frühen Jahren noch deutlich erkennbar. Die Aktzeichnungen waren geprägt von dem Bemühen, die Gegenwart abzubilden, ohne eine schmeichelnde, idealisierende Betrachtung des Porträtierten.
Im Laufe seines Lebens erweiterte Rudolf Nitschke sein stilistisches Repertoire. Die zahlreichen Ölgemälde der schwäbischen Landschaft strahlen impressionistische Leichtigkeit und Leuchtkraft aus. Auf Studienreisen gewann er zudem neue Anregungen für weitere Werke. Als bekannter und geschätzter Porträtmaler wurde er in dieser Zeit oft von Persönlichkeiten aus Politik und Kultur beauftragt. Ein weiterer Schwerpunkt stellen die großformatigen Blumenstillleben dar. Außerdem restaurierte er beschädigte Ölgemälde aus öffentlichen Beständen.
Neben den Ölgemälden fertigte der Maler meist kleinformatige Radierungen an, die sich thematisch der Region widmeten.

## Familie
Am 27. Oktober 1931 heiratete er Elli-Maria Kretschmar. Aus dieser Ehe gingen vier Kinder hervor.
In zweiter Ehe heiratete er 1960 Hannel Illg (1923–2018). Hannel Nitschke-Illg erbte seinen künstlerischen Nachlass und vermachte diesen der Stadt Balingen als Schenkung. 60 Ölgemälde, vier Pastellkreidezeichnungen, sowie rund 45 Kohlezeichnungen und 25 Radierungen sind dort in die kommunale Kunstsammlung aufgenommen worden.

## Ausstellungen (Auswahl)
- 1938 Erste Ausstellungen in Balingen (Spitaltorschule), Esslingen, Tailfingen und Weilstetten
- 1940 Tübingen (Universitätsbibliothek), Reutlingen
- 1948 Rottweil, Tuttlingen, Schwenningen, Oberndorf, Schramberg, Balingen und Ebingen
- 1949 Balingen, Tübingen (Universitätsbibliothek), Tailfingen, Hechingen und Onstmettingen
- 1950 Balingen
- 1951 Esslingen
- 1955 Balingen (700-Jahrfeier)
- 2005 Balingen (Zehntscheuer)
- 2016 Bad Säckingen (Haus Fischerzunft)